# Guerrierius
Guerrierius is een geslacht van vliesvleugeligen uit de familie Encyrtidae. De wetenschappelijke naam van dit geslacht is voor het eerst geldig gepubliceerd in 2010 door Noyes.

## Soorten
Het geslacht Guerrierius omvat de volgende soorten:
- Guerrierius liris Noyes, 2010
- Guerrierius ramnes Noyes, 2010